# Balajt
Balajt ist eine ungarische Gemeinde im Kreis Edelény im Komitat Borsod-Abaúj-Zemplén. Ungefähr ein Drittel der Bewohner zählt zur Volksgruppe der Roma.

## Geografische Lage
Balajt liegt in Nordungarn, 24 Kilometer nördlich des Komitatssitzes Miskolc und 5 Kilometer nordöstlich der Kreisstadt Edelény an dem Fluss Balajt-patak. Nachbargemeinden sind Ládbesenyő, Damak und Szendrőlád.

## Geschichte
Im Jahr 1913 gab es in der damaligen Kleingemeinde 129 Häuser und 594 Einwohner auf einer Fläche von 1577 Katastraljochen. Sie gehörte zu dieser Zeit zum Bezirk Edelény im Komitat Borsod.

## Sehenswürdigkeiten
- Reformierte Kirche, erbaut 1825 im spätbarocken Stil
- Römisch-katholische Kirche Szent József a munkás

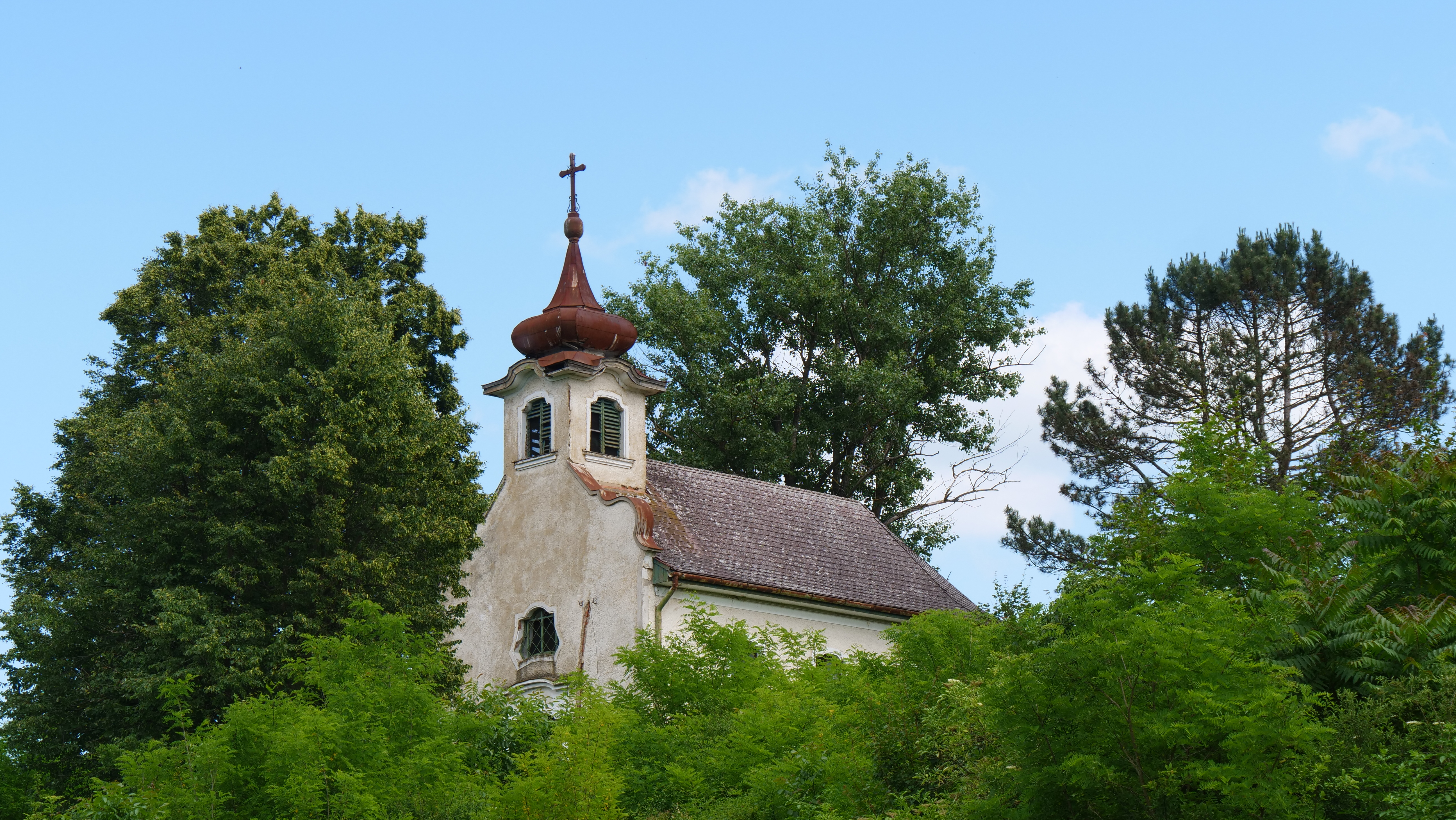
Römisch-katholische Kirche Szent József a munkás

## Verkehr
Balajt ist nur über die Nebenstraße Nr. 26135 zu erreichen. Es bestehen Busverbindungen über Ládbesenyő nach Abod sowie nach Edelény, wo sich der nächstgelegene Bahnhof befindet.